# Deus e Eu
Deus e Eu é um álbum de estúdio da cantora brasileira Beatriz, sendo seu quarto e último trabalho pela MK Music, lançado em dezembro de 2017.
O álbum marca seus 20 anos de carreira e foi produzido por Silvinho Santos. Traz composições de Dimael Kharrara, Karen Luisy, Cláudio Louvor, Kemilly Santos, Ivo Júnior, Douglas Evangelista, Priscila de Paula, Alisson Ambrósio e Thiago de Acari. Traz também a participação da cantora Shirley Carvalhaes na regravação de "Sonda-me".
O álbum tem como single a canção "Tu És o Centro", lançado no dia 13 de dezembro de 2017.

## Faixas
1. Tu És o Centro - Incidental: a Deus Toda Glória (Dimael Kharrara e Karen Luisy)
2. Se Enganou (Claudio Louvor)
3. Deus e Eu (Kemilly Santos)
4. Vai Dando Glória (Ivo Júnior)
5. O Milagre da Cruz (Dimael Kharrara)
6. Digitais (Dimael Kharrara)
7. Meu Refúgio - Incidental: Deus Velará por Ti (Douglas Evangelista)
8. Deus Vai te Achar (Priscila de Paula)
9. Sonda-me (ft. Shirley Carvalhaes) (Alisson Ambrósio)
10. Mulheres de Oração (Thiago de Acari)

## Clipes (Canal MK Music no YouTube)
| Música         | Lançamento             | Tipo       |
| -------------- | ---------------------- | ---------- |
| Tu És o Centro | 12 de dezembro de 2017 | VideoLETRA |
| Se Enganou     | 30 de maio de 2018     | Live       |
| Deus e Eu      | 21 de junho de 2018    | Live       |
| Sonda-me       | 16 de julho de 2018    | Live       |
| Meu Refúgio    | 24 de agosto de 2018   | Live       |